# Santa Maria
Santa Maria là một đô thị thuộc bang Rio Grande do Norte, Brasil. Đô thị này có diện tích 219,572 km², dân số năm 2007 là 4479 người, mật độ 20,4 người/km².